# آنری کولپی
آنری کولپی (فرانسوی: Henri Colpi‎; ۱۵ ژوئیهٔ ۱۹۲۱ – ۱۴ ژانویهٔ ۲۰۰۶) یک فیلم‌نامه‌نویس، تدوین‌گر، و کارگردان فیلم اهل فرانسه بود.

## زندگی‌نامه
آنری کولپی متولد ۱۵ ژوئیه ۱۹۲۱ در سوئیس است. تحصیلات کولپی در ایدک و تجربیات نویسندگی و تدوین او در کمپانی فیلم «سینه دایجست»، به همراه سابقه او در امر دستیاری کارگردان و تدوین‌گر فیلم‌های کوتاه جلوهٔ خاصی به تدوین وی داده‌است. کار برای آلن رنه و آنری-ژرژ کلوزو در فیلم‌های بلند و برای گروئل، کاریرو، فرانجو، واردا و ژاک پرور در فیلم‌های کوتاه حساسیت و اعتماد به نفس وی را در سبک‌های گونان نشان می‌داد. این امر در انتخاب‌های وی در تدوین پلان و سکانس‌های بصری مشهور بود. وی با کارگردانی فیلم به فیلمساز کاملی تبدیل شد. پس از چند فیلم کوتاه فیلم بلندی به نام «Aussi Longue Absence» برای اساس سناریویی از مارگریت دوراس ساخت. فیلم علی‌رغم توجه منتقدان، فیلم مورد استقبال عموم قرار نگرفت و کولپی ده سال پس از آن تنها موفق شد سه فیلم بلند بسازد. کارهای دیگرش شامل یک سریال تلویزیونی، یک نسخه سینمایی کوتاه و نسخه تدوین شده‌ای از فیلم آندره آنتونی هرگز مورد توجه قرار نگرفت.

## فیلمشناسی

### کارگردان
1. غیبتی چنین طولانی (۱۹۶۱)
2. برای هر کس وظیفه‌اش (۱۹۶۷)
3. جزیره اسرارآمیز (۱۹۷۳)

### تدوین‌گر
1. بازی تمام شد (۱۹۴۷)
2. شب و مه (۱۹۵۵)
3. راز پیکاسو (۱۹۵۶)
4. هیروشیما عشق من (۱۹۵۹)
5. سال گذشته در مارین باد (۱۹۶۱)
6. نگاهی به حماقت (۱۹۶۱)
7. آمازونی با شکوه (۱۹۶۴)
8. زن برهنه (۱۹۶۹)
9. می‌گوید ویران کن (۱۹۶۹)
10. میوه‌های شوق (۱۹۸۱)
11. پرستو و گنجشک کوهی (۱۹۸۳)

## جوایز
- نخل طلایی (۱۹۶۱)
- جایزه بهترین فیلم‌نامه (جشنواره فیلم کن) (۱۹۶۳)